# Ralph Flanders
Ralph Edward Flanders, född 28 september 1880 i Barnet, Vermont, död 19 februari 1970 i Springfield, Vermont, var en amerikansk republikansk politiker och industriman. Han representerade delstaten Vermont i USA:s senat 1946–1959. Som uppfinnare och som företagsledare var han en berömd tillverkare av verktygsmaskiner. I senaten profilerade han sig som motståndare till Joseph McCarthy.
Flanders flyttade 1886 med sina föräldrar till Pawtucket. Han gick i skola i Rhode Island. Han gjorde sin karriär inom maskinindustrin och flyttade 1910 till Springfield, Vermont. Han gifte sig 1911 med folkmusiksamlaren Helen Edith Hartness som var dotter till industrialisten James Hartness. Flanders var ordförande för American Society of Mechanical Engineers 1934–1936.
Flanders var chef för Federal Reserves filial i Boston 1944–1946. Senator Warren Austin avgick 1946 och efterträddes av Flanders. Han efterträddes i sin tur 1959 av Winston L. Prouty.
Flanders var kongregationalist. Hans grav finns på Summer Hill Cemetery i Springfield.

## Utmärkelser
- Hoover Medal,  1944

[Redigera Wikidata]